# Tricholauxania praeusta
Tricholauxania praeusta är en tvåvingeart som först beskrevs av Fallen 1820.  Tricholauxania praeusta ingår i släktet Tricholauxania och familjen lövflugor. Arten är reproducerande i Sverige. Inga underarter finns listade i Catalogue of Life.